# Phyllotreta nemorum
{{Bảng phân loại
| name = Phyllotreta nemorum
| image = Phyllotreta.nemorum.-.calwer.43.16.jpg
| image caption = Phyllotreta nemorum
| regnum = Animalia 
| phylum = Arthropoda 
| classis = Insecta 
| ordo = Coleoptera
| familia = Chrysomelidae
| genus = Phyllotreta
| species = P. nemorum
| binomial = Phyllotreta nemorum
| binomial_authority = Linnaeus, 1758
Phyllotreta nemorum là một loài bọ cánh cứng trong họ Chrysomelidae. Loài này được Linnaeus miêu tả khoa học năm 1758.

## Hình ảnh

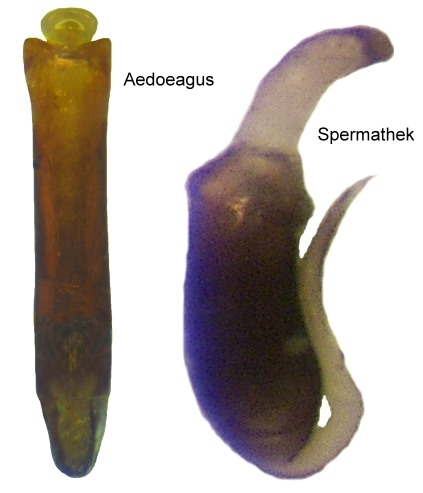